# Wola Ostaszewska
Wola Ostaszewska (prononciation : [ˈvɔla ɔstaˈʂɛfska]) est un village polonais de la gmina de Sońsk dans le powiat de Ciechanów de la voïvodie de Mazovie dans le centre-est de la Pologne.
Il se situe à environ 7 kilomètres à l'est de Sońsk (siège de la gmina), 17 kilomètres au sud-est de Ciechanów (siège du powiat) et à 63 kilomètres au nord de Varsovie (capitale de la Pologne).
Le village possède une population de 122 habitants en 2006.

## Histoire
De 1975 à 1998, le village appartenait administrativement à la voïvodie de Ciechanów.